# Procès des sorcières de Vardø

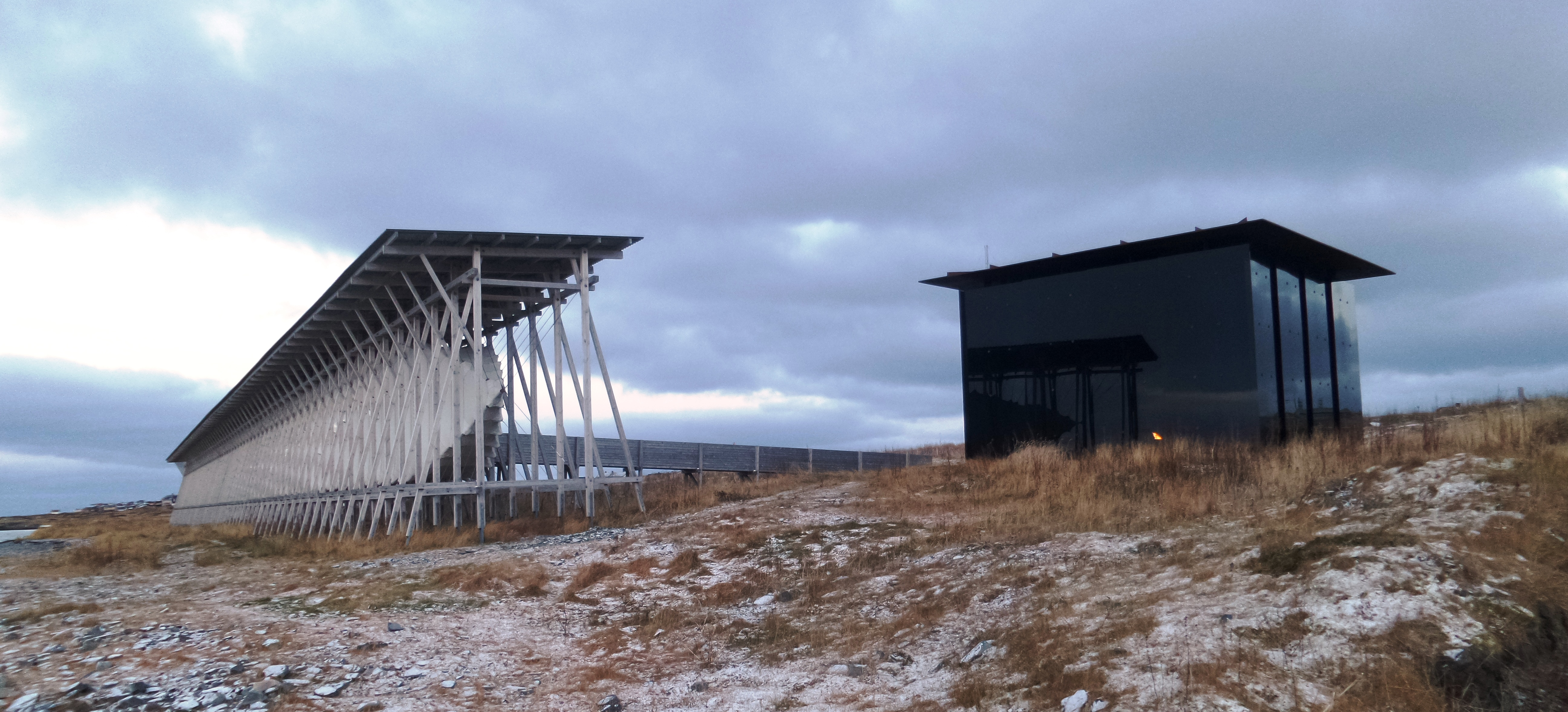
Le mémorial aux victimes des procès de Vardø.

Le procès des sorcières de Vardø désigne une série de procès de chasse aux sorcières s'étant tenus en Norvège à partir de 1621, sous le règne de Christian IV, et dont le premier est parmi les plus importants.

## Déroulement
Plus de cent-cinquante personnes, la plupart d'origine sami, ont été emprisonnées puis jugées dans la forteresse de Vardøhus pour sorcellerie par une juridiction protestante comprenant des émissaires venus d'Écosse, d'Allemagne et du Danemark, spécialisés dans ce genre de procès et convaincus que « le mal vient du Nord » : le premier procès conduit à l'exécution de soixante-dix-sept femmes et quatorze hommes qui finissent brûlés sur le bûcher. Le district nord de Finnmark, dans lequel Vardø se trouve, connaît le taux le plus élevé d'accusations de sorcellerie de toute la Norvège, et une proportion anormalement élevée d'exécutions découlant des procès. Le nombre de procès culmine entre 1662 et 1663. 

## Postérité
Un mémorial est construit 348 ans plus tard.